# 2020年東京オリンピックのフィンランド選手団
2020年東京オリンピックのフィンランド選手団は、2021年7月23日から8月8日にかけて日本の首都東京で開催された2020年東京オリンピックのフィンランド選手団、およびその競技結果。

## メダル
| メダル | 選手名                               | 競技       | 種目           | 日付    |
| ------ | ------------------------------------ | ---------- | -------------- | ------- |
| 銅     | マッティ・マトソン                   | 競泳       | 男子200m平泳ぎ | 7月29日 |
| 銅     | ミラ・マリュト・ヨハンナ・ポトコネン | ボクシング | 女子ライト級   | 8月5日  |

## 科目別選手

### 射撃
- 2名[1]

### 水泳

#### 競泳
- マッティ・マットソン（英語版）[2] (男子200m平泳ぎ)